# 3rd Bass
I 3rd Bass sono stati un gruppo musicale statunitense di genere hip hop originario del newyorkese, precisamente del Queens, giunto al successo tra la fine degli anni '80 ed i primi anni '90. Sono stati uno dei primi gruppi hip hop interrazziali.

## Carriera
MC Serch (Michael Berrin), Prime Minister Pete Nice (Peter J. Nash), e DJ Richie Rich (Richard Lawson) fondano i 3r Bass. Richie Rich è un dj, Nice un english major alla Columbia University e un conduttore radiofonico, in uno show dedicato alla musica hip hop WKCR. Serch si esibiva nei club e nei block parties e aveva pubblicato un singolo, dal titolo Hey Boy, per la Idlers, un'etichetta indipendente.
Il produttore discografico Sam sever (il cui vero nome era Sam Citrin) convinse Niche e Serch ad unire le forze nel 1987. Sever, Prince Paul e la The Bomb Squad, produssero l'album d'esordio del trio, The Cactus Album, un LP acclamato dalla critica, che conteneva l'hit underground The Gas Face. Il video della canzone, nel quale comparivano in numerosi cameo artisti come Gilbert Gottfried, Flavor Flav, le Salt-n-Pepa ed Erick Sermon ebbe un certo successo nella rotazione musicale di MTV ed il singolo si posizionò al 5º posto della Billboard Top Rap Singles, anche se non riuscì a raggiungere la Billboard Hot 100.
Dopo la firma per la Def Jam, i 3rd Bass ereditarono il diverbio in corso tra la propria etichetta ed i Beastie Boys. The Cactus Album uscì poco tempo dopo Licensed to Ill, l'album che aveva portato i Beastie alla rottura con la Def Jam, per la Capitol Records.
The Cactus Album contiene vari attacchi contro i Beastie Boys, oltre che contro Mc Hammer, che nelle note di copertina dell'album è chiamato oltraggiosamente Mc Household Tool.
Derelicts of Dialect, l'album del 1991 conteneva invece svariati attacchi contro il rapper bianco Vanilla Ice, oggetto di numerosi tracce dell'album, tra cui Pop Goes the Weasel. La traccia dipingeva Ice come ladro di una cultura che non gli apparteneva, che aveva mitigato il suono del rap solo per poter raggiungere un'audience più vasta.
Ice venne criticato anche per la sua scelta di non accreditare, nelle note di copertina, i campioni musicali che aveva utilizzato nella costruzione delle sue tracce, Under Pressure di David Bowie e i Queen) per la hit del 1990 Ice Ice Baby. Nel video compariva l'icona punk rock Henry Rollins, vestito come Vanilla Ice, che, alla fine del video, veniva picchiato dai 3rd Bass. Pop Goes to Weasel fu l'unico singolo dei 3rd Bass a raggiungere la Top 40 single, raggiungendo la 29ª posizione nella Billboard Hot 100 ed aiutò l'album a raggiungere il disco d'oro.
L'ultima collaborazione dei 3rd Bass fu la title track della colonna sonora di un film del 1992, I gladiatori della strada. Lo stesso anno - tre anni dopo The Cactus Album - Professor Booty, una traccia dei Beastie Boys, tratta dall'album Check Your Head, risponde alla mancanza di rispetto dei 3rd Bass, con questi versi: "...dancing around like you think you're Janet Jackson," una critica al modo di ballare di Serch nei video dei 3rd Bass.

## Scioglimento del gruppo
Nell'agosto del 1992, MC Serch realizza un album da solista, Return of the Product, rimasto famoso per contenere la seconda apparizione su major di Nas, accreditato nelle note di copertina come Nast Nas, che conteneva il singolo Here it Comes. Nel frattempo, Nice e Rich crearono il duo Prime Minister Pete Nice & Daddy Rich e pubblicarono, nel 1993, Dust to Dust.  Il singolo che fece da traino all'album fu Rat Bastard, che conteneva alcuni spezzoni vocali tratti dal film The Silence of the Lambs. Nonostante la cosa non sia mai stata confermata, si pensò che il pezzo contenesse riferimento al cattivo sangue che correva tra i due e Serch. Il secondo singolo, Kick the Bobo, ricevette attenzione da MTV e dalla BET, ma non riuscì a diventare un hit. Dopo la rottura dei 3rd Bass ne Nice né Serch riuscirono a riguadagnare la popolarità che avevano ottenuto in precedenza.
Al tempo dello scioglimento, Serch fu coinvolto nella realizzazione di un film,  Zebrahead. Originariamente l'intenzione di Serch era quella di comparire all'interno del film ma finì per produrne la colonna sonora. In seguito fondò la  Serchlite (archiviato dall'url originale il 17 settembre 2008)., una etichetta discografica che mise sotto contratto anche un altro gruppo di rapper bianchi newyorchesi, i Non Phixion.
I 3r Bass si riunirono in occasione della festa di compleanno di Andy Hilfiger (fratello del più famoso Tommy) nel 1998. Si esibirono anche nel 1999, a Woodstock 1999, realizzando un singolo, Hail to the Chief, che non raggiunse le classifiche. Si è parlato in seguito dell'idea di un nuovo album, dal titolo Ichabod's Cranium, ma ogni possibile riunione a lungo termine è stata poi accantonata.
Nice ha lasciato il mondo della musica per aprire un negozio di memorabilia legati al baseball a Cooperstown, New York. Ha anche pubblicato un libro, dal titolo Baseball Legends of Brooklyn's Green-Wood Cemetery nel 2003. Ha anche cercato di istituire un cimitero ufficiale per i giocatori della Negro League. Serch ha invece presentato, per VH1, il reality Ego Trip's The White Rapper Show nel 2007. Ad aprile 2008, Nice ha aperto a Boston il McGreevy's 3rd Base Saloon, un bar sportivo, dedicato alla storia del baseball.

## Discografia

### Album
Tutti gli albumi dei 3rd Bass sono stati prodotti dalla Def Jam.
- 1989 – The Cactus Album (Disco d'oro)
- 1990 – The Cactus Revisited
- 1991 – Derelicts of Dialect (Disco d'oro)

### Singoli
| Anno | Titolo                             | Posizione in classifica | Posizione in classifica      | Posizione in classifica        | Posizione in classifica |                   |
| Anno | Titolo                             | Rap Singles             | R&B/Hip-Hop Singles & Tracks | Dance Music Maxi-Singles Sales | Dance Music Club Play   | Billboard Hot 100 |
| 1989 | "Steppin' to the A.M."             | numero 5                | numero 54                    | numero 50                      | x                       | x                 |
| 1990 | "The Gas Face"                     | numero 5                | numero 29                    | numero 31                      | numero 25               | x                 |
| 1990 | "Brooklyn-Queens"                  | x                       | numero 82                    | x                              | numero 20               | x                 |
| 1990 | "Product of the Environment"       | x                       | x                            | x                              | x                       | x                 |
| 1991 | "Pop Goes the Weasel"              | numero 1                | numero 26                    | numero 18                      | numero 28               | numero 29         |
| 1992 | "Portrait Of The Artist As A Hood" | numero 17               | x                            | x                              | x                       | x                 |
| 1992 | "Gladiator"                        | x                       | x                            | x                              | x                       | x                 |
| 2000 | "Hail to the Chief"                | x                       | x                            | x                              | x                       | x                 |